# Freddy Rodríguez
 (mars 2019).
Si vous disposez d'ouvrages ou d'articles de référence ou si vous connaissez des sites web de qualité traitant du thème abordé ici, merci de compléter l'article en donnant les références utiles à sa vérifiabilité et en les liant à la section « Notes et références ».
Pour les articles homonymes, voir Rodríguez.
Freddy Rodríguez (également écrit Freddy Rodriguez) est un acteur américain, né le 17 janvier 1975 à Chicago.

## Biographie
Freddy Rodríguez est né le 17 janvier 1975 à Chicago. Il est d'origine portoricaine.
Il est diplômé de la Lincoln Park High School à Chicago.

### Carrière
Entre 2001 et 2005, il interprète de Federico « Rico » Diaz dans la série télévisée Six Feet Under, diffusée sur HBO.
En 2006, il apparaît dans le film de Wolfgang Petersen Poséidon et interprète un des personnages centraux du Bobby d'Emilio Estevez.
Il tient également le rôle de Giovanni "Gio" Rossi dans la série Ugly Betty.
En 2007, il incarne Wray dans le film Planète Terreur de Robert Rodriguez et il joue aux côtés de Christian Bale et Eva Longoria dans le film Bad Times.
En 2010, il revient sur le petit écran et incarne un espion novice de la CIA dans la série Chaos diffusée sur CBS.
Entre 2014 et 2015, il a tenu le rôle du Dr Michael Ragosa dans la série américaine The Night Shift.
De 2016 à 2021, il tient le rôle de Benny Colon dans la série Bull, aux côtés de l'acteur Michael Weatherly.

### Vie privée
Le 23 mai 1995, il se marie avec Elsie Rodriguez, rencontrée 6 ans plus tôt, ils ont deux fils : Giancarlo et Elijah.

## Filmographie

### Cinéma

#### Longs métrages
- 1994 : The Fence de Peter Pistor : Terry Griff jeune
- 1995 : Les Vendanges de feu (A Walk in the Clouds) d'Alfonso Arau : Pedro Aragón Jr
- 1995 : Génération sacrifiée (Dead Presidents) d'Albert et Allen Hughes : Jose
- 1997 : Les aventures de l'escamoteur (The Pest) de Paul Miller : Bruce "Ninja"
- 1998 : Big Party (Can't Hardly Wait) de Harry Elfont et Deborah Kaplan : T.J.
- 1998 : Joseph's Gift (en) de Philippe Mora : Joseph Keller
- 1998 : Shock Television de Whitney Ransick : Eddie
- 1998 : My Brother Jack d'Anthony Caldarella : Joey Casale
- 1999 : Payback de Brian Helgeland : Le messager punk
- 2001 : Braquage au féminin (Beyond the City Limits) de Gigi Gaston : Topo
- 2003 : Dallas 362 de Scott Caan : Rubin
- 2003 : Pledge of Allegiance de Lee Madsen : Sean « Mac » Macintyre
- 2003 : Bomba Latina (Chasing Papi) de Linda Mendoza : Victor
- 2005 : Jeux de gangs (Havoc) de Barbara Kopple : Hector
- 2005 : Dreamer (Dreamer: Inspired by a True Story) de John Gatins : Manolin
- 2005 : Bad Times (Harsh Times) de David Ayer : Mike Alonzo
- 2005 : ¡Mucha Lucha!: The Return of El Maléfico de Ron Hughart : El Silver Mask Jr. / El Portero (voix)
- 2006 : Poséidon (Poseidon) de Wolfgang Petersen : Marco Valentin
- 2006 : La Jeune Fille de l'eau (Lady in the Water) de M. Night Shyamalan : Reggie
- 2006 : Bobby d'Emilio Estevez : Jose Rojas
- 2006 : Scooby-Doo et le Triangle des Bermudes de Chuck Sheetz : Rupert Garcia (voix)
- 2007 : Planète Terreur (Planet Terror) de Robert Rodriguez : Wray « El Rey »
- 2008 : Bottle Shock de Randall Miller : Gustavo Brambila
- 2008 : Noël en famille (Nothing Like the Holidays) d'Alfredo De Villa : Jesse Rodriguez
- 2008 : Immigrants (L.A. Dolce Vita) de Gabor Csupo : Flaco (voix)
- 2013 : CBGB de Randall Miller : Idaho
- 2013 : Fort Bliss de Claudia Myers : Garver

#### Courts métrages
- 2003 : Victor and Eddie de Joe Eckardt : Eddie
- 2014 : Mediation de Francisco Lorite : Roman Lindo

### Télévision

#### Séries télévisées
- 1999 : La Vie à cinq (Party of Five) : Albert
- 1999 : Père malgré tout (Oh, Grow Up) : Deke
- 2001 - 2005 : Six Feet Under : Federico "Rico" Diaz
- 2002 : Cool Attitude (The Proud Family) : Stomp (voix)
- 2003 - 2004 : Scrubs : Mark Espinosa
- 2004 : Static Choc (Static Shock) : Fade / Tech (voix)
- 2004 : Danny Fantôme (Danny Phantom) : Maire Montez (voix)
- 2004 : Razbitume ! (All Grown Up !) : Un membre de l'audience / Un homme (voix)
- 2005 : American Dad! : Hector (voix)
- 2005 - 2006 : Teen Titans : Les Jeunes Titans (Teen Titans) : Más y Menos (voix)
- 2007 : Urgences (ER)(saison 13 épisode 15): Simon
- 2007 - 2008 / 2010 : Ugly Betty: Giovanni « Gio » Rossi
- 2011 : Chaos : Rick Martinez
- 2011 - 2013 : Generator Rex : Caesar (voix)
- 2012 : Manny et ses outils (Handy Manny) : Ruben (voix)
- 2012 : Kaijudo (Kaijudo: Rise of the Duel Masters) : Chavez / Bloodmane (voix)
- 2013 / 2019 : La Ligue des Justiciers : Nouvelle Génération (Young Justice) : Eduardo « Ed » Dorado Jr. (voix)
- 2014 : Les Griffin (Family Guy) : Manny (voix)
- 2014 - 2015 : The Night Shift : Dr Michael Ragosa
- 2015 : Ultimate Spider-Man : Spider-Man 2099 (voix)
- 2016 - 2021 : Bull : Benny Colón
- 2018 : Elena d'Avalor (Elena of Avalor) : El Mistico (voix)

#### Téléfilms
- 1996 : Seduced by Madness : The Diane Borchardt Story : Michael Maldonado
- 2000 : Pour l'amour ou la patrie : l'histoire d'Arturo Sandoval (For Love or Country : The Arturo Sandoval Story) de Joseph Sargent : Leonel
- 2001 : Le Courtier du cœur (non-crédité)
- 2008 : Little Spirit : Christmas in New York de Leopoldo Gout et Susan Holden : Le père de Leo  (voix)
- 2012 : Soldiers of Fortune de Maxim Korostyshevsky : Reed
- 2012 : Code Name Geronimo (Seal Team 6 : The Raid on Osama Bin Laden) de John Stockwell : Trench

### Jeu vidéo
- 2006 : Saints Row : Angelo (voix)

## Distinctions
- Screen Actors Guild Award de la meilleure distribution pour une série télévisée dramatique en 2003 et 2003 pour Six Feet Under

## Voix francophones
| En France - Emmanuel Garijo dans : - Bad Times - Six Feet Under (série télévisée) - Teen Titans : Les Jeunes Titans (voix) - Poséidon - La Jeune Fille de l'eau - Ugly Betty (série télévisée) - Chaos (série télévisée) - Bull (série télévisée) | Et aussi - Olivier Jankovic dans Big Party - Ludovic Baugin dans Payback - Lionel Melet dans La Vie à cinq (série télévisée) - Thierry Wermuth dans Scrubs (série télévisée) - Érik Colin (*1947 - 2013) dans Danny Fantôme (voix) - Aurélien Icovic dans Bobby - Bruno Choël dans Scooby-Doo et le Triangle des Bermudes (voix) - Jean-Christophe Dollé dans Planète Terreur - Pascal Nowak dans Night Shift (série télévisée) |

Au Québec
- Hugolin Chevrette-Landesque dans :
  - Le Rêveur: Inspiré d'une histoire vraie
  - Planète Terreur

- Philippe Martin dans :
  - Bobby
  - Dégustation choc

Et aussi
- Manuel Tadros dans Les billets verts
- Martin Watier dans Poséidon
- Louis-Philippe Dandenault dans La Dame de l'eau